# Karin Londré
Karin Linnéa Beatrice Londré, född 3 mars 1988 i Partille församling i Göteborgs och Bohus län, är en svensk journalist. Hon driver sedan 2018 tillsammans med Anna Sandell, som hon arbetade tillsammans med på tidningen Nöjesguiden, podden "Mord mot Mord". 

## Biografi
Londré har ingen formell utbildning efter gymnasiet men hennes karriär som journalist började på Djungeltrumman, där hon fick arbete via en bekant. Efter tre år på Djungeltrumman blev hon chefredaktör och arbetade som det i flera år innan hon gick vidare. Hon har tidigare arbetat som researcher och producent för Morgonpasset i Sveriges Radio P3 samt Göteborgsredaktör på Nöjesguiden och är sedan 2022 chef för utveckling och nya projekt på produktionsbolaget Filt

## Familj
Londré är gift med Marcus Berggren och tillsammans har de ett barn.